# Karl Keller (Autor)
Karl Keller (* 25. Oktober 1914 in Ulm; † 30. November 1987) war ein deutscher Arzt und Herausgeber von Sagen.
Karl Keller lebte als Arzt für Allgemeinmedizin in Wiesensteig. Er war Lehrbeauftragter für Allgemeinmedizin an der Universität Ulm.
Keller war an den Lonetalgrabungen (siehe Otto Völzing) beteiligt. Sein ursprünglich für das Jahr 2000 angekündigtes Buch Die jungsteinzeitliche Knochentrümmerstätte des Stadels im Hohlenstein (Lonetal) ist noch nicht erschienen.
Seine 1987 publizierte Sagensammlung aus dem Lonetal entstand 1935 bis 1939 und ist einer der bedeutendsten Beiträge zur Erfassung der mündlichen Sagenüberlieferung in Baden-Württemberg.

## Werke
- Sagen aus dem Lonetal. Vaihingen/Enz 1987, ISBN 3-924275-10-6.